# Dance Little Lady Dance
«Dance Little Lady Dance» es una canción interpretada por la cantante inglesa Tina Charles. Fue publicada el 6 de agosto de 1976 a través de CBS Records como el sencillo principal de su segundo álbum de estudio, Dance Little Lady. «Dance Little Lady Dance» debutó en el puesto número 43 en la lista de sencillos del Reino Unido. El sencillo fue certificado disco de plata el 1 de octubre de 1976 por la British Phonographic Industry (BPI).

## Posicionamiento

### Gráfica semanal
| Gráfica (1976–77)                       | Pico de posición |
| --------------------------------------- | ---------------- |
| Alemania (Official German Charts)       | 8                |
| Bélgica (Flandes) (Ultratop 50 Singles) | 12               |
| Bélgica (Valonia) (Ultratop 50 Singles) | 9                |
| España (PROMUSICAE)                     | 13               |
| Finlandia (Suomen virallinen lista)     | 14               |
| Noruega (VG-lista)                      | 3                |
| Nueva Zelanda (Recorded Music NZ)       | 9                |
| Países Bajos (Nederlandse Top 40)       | 10               |
| Países Bajos (Single Top 100)           | 8                |
| Reino Unido (UK Singles Chart)          | 6                |
| Suecia (Sverigetopplistan)              | 2                |

| Gráfica (1987)                          | Pico de posición |
| --------------------------------------- | ---------------- |
| Austria (Ö3 Austria Top 40)             | 25               |
| Bélgica (Flandes) (Ultratop 50 Singles) | 9                |
| Francia (IFOP)                          | 57               |
| Francia (SNEP)                          | 33               |
| Italia (Musica e dischi)                | 25               |
| Países Bajos (Nederlandse Top 40)       | 14               |
| Países Bajos (Single Top 100)           | 20               |

### Gráfica de fin de año
| Gráfica (1976)                          | Pico de posición |
| --------------------------------------- | ---------------- |
| Bélgica (Flandes) (Ultratop 50 Singles) | 81               |
| Países Bajos (Nederlandse Top 40)       | 82               |
| Países Bajos (Single Top 100)           | 72               |
| Reino Unido (UK Singles Chart)          | 46               |

## Certificaciones y ventas
| País              | Certificación | Ventas  |
| ----------------- | ------------- | ------- |
| Reino Unido (BPI) | Plata         | 200,000 |